# Forstena

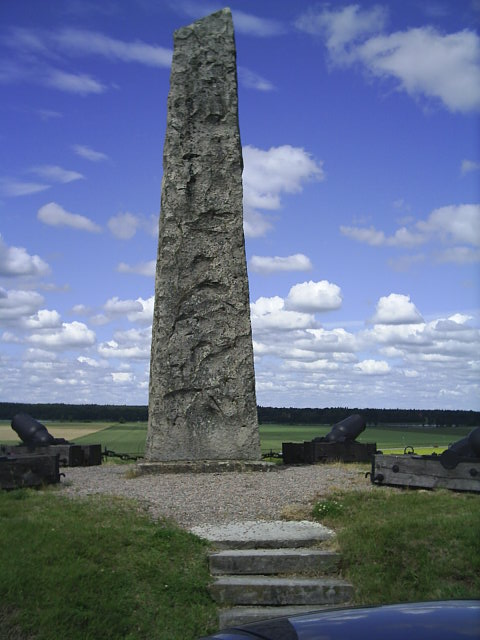
Torstensonmonumentet

Forstena är en herrgård i Västra Tunhems socken vid foten av Hunneberg i Vänersborgs kommun. Den var länge sätesgård för Forstenasläkten (bland annat för Lennart Torstenson, som föddes där 17 augusti 1603). Den reducerades sedan till kronan och blev majorsboställe. Ett monument över Lennart Torstenson restes 1903. Monumentet ligger emellertid på granngården Nygårds mark.